# 밀라노 공작
다음은 13세기부터 밀라노와 롬바르디아 일부 지역을 2차 이탈리아 독립 전쟁 이후에 사르데냐 왕국에 합병된 1859년까지의 밀라노 공국의 지도자 목록이다.
| 이름                                                                       | 통치 시작 시기   | 통치 종료 시기   | 참고                                                                  |
| -------------------------------------------------------------------------- | ---------------- | ---------------- | --------------------------------------------------------------------- |
| 델라 토레 가문(토리아니 가문으로도 알려짐)과 비스콘티 가문의 밀라노의 군주 |                  |                  |                                                                       |
| 파가노 1세 델라 토레                                                       | 1240년           | 1247년           |                                                                       |
| 파가노 2세 델라 토레                                                       | 1247년           | 1257년           |                                                                       |
| 만프레디 란차                                                              | 1253년           | 1256년           |                                                                       |
| 마르티노 델라 토레                                                         | 1257년           | 1259년           |                                                                       |
| 오베르토 팔라비치노                                                        | 1259년           | 1264년           |                                                                       |
| 필리포 델라 토레                                                           | 1263년           | 1265년           |                                                                       |
| 나폴레오네 델라 토레                                                       | 1265년           | 1277년           |                                                                       |
| 밀라노 대주교 오토네 비스콘티                                              | 1277년           | 1294년           |                                                                       |
| 마테오 1세 비스콘티                                                        | 1294년           | 1302년           | 오토네의 조카 아들                                                    |
| 구이도 델라 토레                                                           | 1302년           | 1311년           |                                                                       |
| 마테오 1세 비스콘티                                                        | 1311년           | 1322년           | 복위                                                                  |
| 갈레아초 1세 비스콘티                                                      | 1322년           | 1327년           | 마테오의 아들                                                         |
| 아초네 비스콘티                                                            | 1327년           | 1339년           | 갈레아초 1세의 아들                                                   |
| 루키노 비스콘티                                                            | 1339년           | 1349년           | 갈레아초 1세의 형제이자 아초네의 삼                                   |
| 조반니 비스콘티                                                            | 1349년           | 1354년           | 마테오 1세의 아들이자 아초네, 루키노의 형제                           |
| 베르나보 비스콘티                                                          | 1354년           | 1385년           | 갈레아초 1세와 루키노, 조반니의 조카이자 스테파노의 아들              |
| 갈레아초 2세 비스콘티                                                      | 1354년           | 1378년           | 갈레아초 1세와 루키노, 조반니의 조카이자 스테파노의 아들              |
| 마테오 2세 비스콘티                                                        | 1354년           | 1355년           | 갈레아초 1세와 루키노, 조반니의 조카이자 스테파노의 아들              |
| 잔 갈레아초 1세 비스콘티                                                   | 1378년 8월 4일   | 1395년 5월 1일   | 갈레아초 2세의 아들                                                   |
| 밀라노 공국의 지도자인 밀라노 공작                                         |                  |                  |                                                                       |
| 잔 갈레아초 1세 비스콘티                                                   | 1395년 5월 1일   | 1402년 9월 3일   |                                                                       |
| 잔 마리아 비스콘티                                                         | 1402년 9월 3일   | 1412년 5월 16일  | 잔 갈레아초의 아들; 암살당함                                          |
| 필리포 1세 마리아 비스콘티                                                 | 1412년 6월 12일  | 1447년 8월 13일  | 잔 마리아의 아들                                                      |
| 암브로시아 공화국 1447년 8월 14일 – 1450년 3월 25일                        |                  |                  |                                                                       |
| 프란체스코 1세 스포르차                                                    | 1450년 3월 25일  | 1466년 3월 8일   | 필리포 마리아의 딸과 혼인                                             |
| 갈레아초 3세 마리아 스포르차                                               | 1466년 3월 20일  | 1476년 12월 26일 | 프란체스코의 아들                                                     |
| 잔 갈레아초 2세 스포르차                                                   | 1476년 12월 26일 | 1494년 10월 22일 | 갈레아초 마리아의 아들                                                |
| 루도비코 스포르차                                                          | 1494년 10월 22일 | 1499년 9월 2일   | 프란체스코의 아들                                                     |
| 루이 12세                                                                  | 1499년 9월 6일   | 1500년 2월 5일   | 잔 갈레아초 비스콘티의 딸인 발렌티나의 손자                           |
| 루도비코 스포르차                                                          | 1500년 2월 3일   | 1500년 4월 10일  | (복위)                                                                |
| 루이 12세                                                                  | 1500년 4월 17일  | 1512년 6월 16일  | 복위                                                                  |
| 마시밀리아노 스포르차                                                      | 1512년 6월 16일  | 1515년 10월 8일  | 루도비코의 아들                                                       |
| 프랑수아 1세                                                               | 1515년 10월 11일 | 1521년 11월 19일 | 루이 12세의 사위이자 사촌                                             |
| 프란체스코 2세 스포르차                                                    | 1521년 11월 19일 | 1524년 10월 3일  | 마시밀리아노의 형제인 루도비코의 아들                                 |
| 프랑수아 1세                                                               | 1524년 10월 23일 | 1525년 2월 24일  | 복위                                                                  |
| 프란체스코 2세 스포르차                                                    | 1525년 2월 26일  | 1535년 11월 1일  | 복위                                                                  |
| 스페인 지배 시기 1540–1706                                                 |                  |                  |                                                                       |
| 펠리페 2세                                                                 | 1540년 10월 11일 | 1598년 9월 13일  | 프란체스코 2세 사망 후, 카를 5세가 제국의 영지임을 주장을 하며 차지함 |
| 펠리페 3세                                                                 | 1598년 9월 13일  | 1621년 3월 31일  | 펠리페 2세의 아들                                                     |
| 펠리페 4세                                                                 | 1621년 3월 31일  | 1665년 9월 17일  | 펠리페 3세의 아들                                                     |
| 카를로스 2세                                                               | 1665년 9월 17일  | 1700년 11월 1일  | 펠리페 4세의 아들                                                     |
| 펠리페 5세                                                                 | 1700년 11월 1일  | 1706년 9월 24일  | 펠리페 4세의 증손자                                                   |
| 오스트리아 지배 시기 1706–1800                                             |                  |                  |                                                                       |
| 카를로 2세                                                                 | 1707년 1월 12일  | 1740년 10월 20일 | 펠리페 3세의 증손자                                                   |
| 마리아 테레사                                                              | 1740년 10월 20일 | 1780년 11월 29일 | 카를 6세의 딸                                                         |
| 주세페                                                                     | 1780년 11월 29일 | 1790년 2월 20일  | 마리아 테레지아의 아들                                                |
| 레오폴도                                                                   | 1790년 2월 20일  | 1792년 3월 1일   | 요제프 2세의 형제                                                     |
| 프란체스코 3세                                                             | 1792년 3월 1일   | 1796년 5월 9일   | 레오폴트 2세의 아들                                                   |
| 트란스파다나 공화국 1796년 11월 15일 – 1797년 6월 29일                     |                  |                  |                                                                       |
| 치살피나 공화국 1797년 6월 29일 – 1799년 4월 29일                          |                  |                  |                                                                       |
| 프란체스코 3세                                                             | 1799년 4월 29일  | 1800년 4월 29일  | (복위)                                                                |
| 치살피나 공화국 (복구) 1800년 4월 29일 – 1802년 1월 26일                   |                  |                  |                                                                       |
| 이탈리아 공화국의 대통령 (이탈리아어: Repubblica Italiana)                 |                  |                  |                                                                       |
| 나폴레옹 보나파르트                                                        | 1802년 1월 26일  | 1805년 3월 18일  |                                                                       |
| 이탈리아의 왕 (이탈리아어: Regno d'Italia)                                 |                  |                  |                                                                       |
| 나폴레옹 1세                                                               | 1805년 3월 18일  | 1814년 4월 28일  |                                                                       |
| 외젠 드 보아르네                                                           | 1805년 3월 18일  | 1814년 4월 28일  | 나폴레옹 1세의 부왕                                                   |
| 롬바르디아 베네치아의 왕 (이탈리아어: Regno Lombardo–Veneto)               |                  |                  |                                                                       |
| 프란체스코 3세                                                             | 1815년 4월 7일   | 1835년 3월 2일   | 과거 밀라노 공작                                                      |
| 안톤 빅토르 대공                                                           | 1816년 3월 7일   | January 1818     | 프란츠 1세의 부왕                                                     |
| 라이너 요제프 대공                                                         | January 1818     | 2 March 1835     | 프란츠 1세의 부왕                                                     |
| 페르디난트 1세                                                             | 1835년 3월 2일   | 1848년 12월 2일  | 프란츠 1세의 아들                                                     |
| 라이너 요제프 대공                                                         | 2 March 1835     | May 1848         | 페르디난트 1세의 부왕                                                 |
| 요제프 라데츠키 폰 라데츠 백작                                             | 6 August 1848    | 2 December 1848  | 페르디난트 1세의 부왕                                                 |
| 프란츠 요제프 1세                                                          | 1848년 12월 2일  | 1859년 11월 10일 | 페르디난트 1세의 조카                                                 |
| 요제프 라데츠키 폰 라데츠 백작                                             | 2 December 1848  | 6 September 1857 | 프란츠 요제프의 부왕                                                  |
| 막시밀리아노 대공                                                          | 6 September 1857 | 20 April 1859    | 프란츠 요제프의 부왕                                                  |
| 페렝크츠 귀울라이 백작                                                     | 20 April 1859    | 8 June 1859      | 프란츠 요제프의 부왕                                                  |
| 하인리히 헤르만 요제프 프라이헤어 폰 헤스                                  | 8 June 1859      | 1 August 1859    | 프란츠 요제프의 부왕으로 활동                                         |

## 같이 보기
- List of Governors of the Duchy of Milan
- List of mayors of Milan
- List of consorts of Milan
- 밀라노 시의 연대표
- 밀라노 공국

## 참고 서적
- Cappelli, Adriano. Cronologia Cronografia e Calendario Perpetuo (Milano, Hoepli, 1998 ISBN 88-203-2502-0)